# Сан Педро дел Пинатар
Сан Педро дел Пинатар (шп. San Pedro del Pinatar) град је у Шпанији у аутономној заједници Регион Мурсија. Према процени из 2017. у граду је живело 24 660 становника.

## Становништво
Према процени, у граду је 2017. живело 24 660 становника.
| 2017.  |
| ------ |
| 24.660 |